# Biblisheim
Biblisheim [biblisaim]  est une commune française située dans la circonscription administrative du Bas-Rhin et, depuis le 1er janvier 2021, dans le territoire de la Collectivité européenne d'Alsace, en région Grand Est.
Cette commune se trouve dans la région historique et culturelle d'Alsace.

## Géographie

### Localisation
La commune est à 1,7 km de Walbourg, 2,4 de Durrenbach, et 11,9 de Haguenau.
| Gunstett   |            | Surbourg |
|            | Biblisheim |          |
| Durrenbach | Walbourg   | Haguenau |

### Géologie et relief
La commune se compose de 26,94 hectares de territoires artificialisés (11,97 %), 128,55 hectares de territoires agricoles (128,55 %) et 69,24 hectares de forêts et milieux semi-naturels (30,77 %).
Espaces naturels :
- Trois espaces protégés Natura 2000 :

La Sauer et ses affluents,
Massif forestier de Haguenau,
Forêt de Haguenau.
- Deux zones naturelles d'intérêt écologique, faunistique et floristique (Znieff) :

Massif forestier de Haguenau et ensembles de landes et prairies en lisière,
Prairies humides de la Sauer et coteau du Haugel à Gunstett et Biblisheim.
- formations géologiques du territoire communal présentes à l'affleurement ou en subsurface.
- Forêt domaniale de Biblisheim, 0,32 km2.
- Sites Natura 2000[10] :
  - Sites d’Intérêt Communautaire (Dir. Habitat),
  - Zones de Protection Spéciale (Dir. Oiseaux).

### Sismicité
Commune située dans une zone de sismicité moyenne.

### Hydrographie et les eaux souterraines
Hydrogéologie et climatologie : Système d’information pour la gestion des eaux souterraines du bassin Rhin-Meuse :
Territoire communal : Occupation du sol (Corinne Land Cover); Cours d'eau (BD Carthage),
Géologie : Carte géologique; Coupes géologiques et techniques,
 Hydrogéologie : Masses d'eau souterraine; BD Lisa; Cartes piézométriques.
La commune est dans le bassin versant du Rhin au sein du bassin Rhin-Meuse. Elle est drainée par la Sauer, le ruisseau le Halbmuhlbach et le ruisseau l'Altbach,.
La Sauer, d'une longueur de 64 km, prend sa source dans la commune de Lembach et se jette  dans le Rhin en rive gauche à Munchhausen, après avoir traversé 19 communes. 

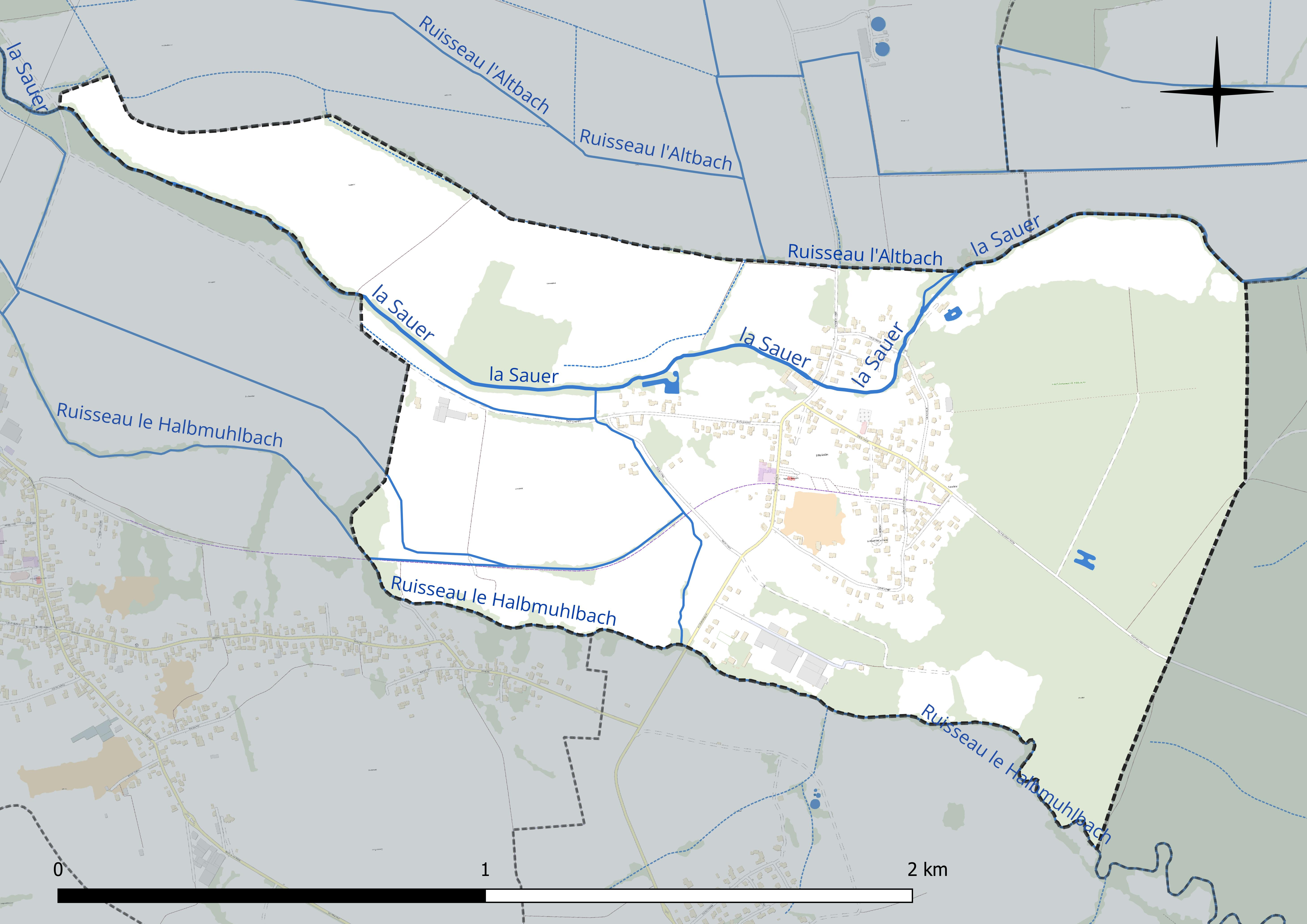
Réseau hydrographique de Biblisheim.

Le Halbmuhlbach, d'une longueur de 23 km, prend sa source dans la commune de Durrenbach et se jette  dans la Sauer à Haguenau, après avoir traversé quatre communes. 

### Climat
Pour des articles plus généraux, voir Climat du Grand Est et Climat du Bas-Rhin.
En 2010, le climat de la commune est de type climat des marges montargnardes, selon une étude du Centre national de la recherche scientifique s'appuyant sur une série de données couvrant la période 1971-2000. En 2020, Météo-France publie une typologie des climats de la France métropolitaine dans laquelle la commune est exposée à un climat semi-continental et est dans une zone de transition entre les régions climatiques « Vosges » et « Alsace ». 
Pour la période 1971-2000, la température annuelle moyenne est de 10,5 °C, avec une amplitude thermique annuelle de 17,9 °C. Le cumul annuel moyen de précipitations est de 795 mm, avec 10,5 jours de précipitations en janvier et 10,2 jours en juillet. Pour la période 1991-2020, la température moyenne annuelle observée sur la station météorologique de Météo-France la plus proche, « Preuschdorf », sur la commune de Preuschdorf à 5 km à vol d'oiseau, est de 11,3 °C et le cumul annuel moyen de précipitations est de 834,2 mm. 
La température maximale relevée sur cette station est de 39,8 °C, atteinte le 4 juillet 2015 ; la température minimale est de −19,9 °C, atteinte le 8 janvier 1985,,. 
Les paramètres climatiques de la commune ont été estimés pour le milieu du siècle (2041-2070) selon différents scénarios d'émission de gaz à effet de serre à partir des nouvelles projections climatiques de référence DRIAS-2020. Ils sont consultables sur un site dédié publié par Météo-France en novembre 2022.

### Voies de communications et transports

#### Voies routières
- D 772 vers Walbourg[22].
- A340.
- A35, aussi appelée autoroute des cigognes ou l'Alsacienne : Échangeurs Sessenhaim, Soufflenheim, Drusenheim - Bischwiller.
- A4, aussi appelée autoroute de l’Est : Échangeurs Hochfelden, Vendenheim.

#### Transports en commun
- Transports en Alsace.
- Fluo Grand Est.

##### Lignes SNCF
- Gare de Walbourg.
- Gare de Haguenau (11,9 km) (TER).

## Urbanisme

### Typologie
Au 1er janvier 2024, Biblisheim est catégorisée bourg rural, selon la nouvelle grille communale de densité à sept niveaux définie par l'Insee en 2022.
Elle est située hors unité urbaine. Par ailleurs la commune fait partie de l'aire d'attraction de Haguenau, dont elle est une commune de la couronne,. Cette aire, qui regroupe 34 communes, est catégorisée dans les aires de 50 000 à moins de 200 000 habitants,.

### Occupation des sols
Pour mémoire la proportion des types de couverture en 2012 était la suivante :
- Terres arables : 39,4 %,
- Forêts : 30,5 %,
- Zones agricoles hétérogènes : 13,8 %,
- Zones urbanisées : 12,2 %,
- Prairies : : 4 %.

L'occupation des sols de la commune, telle qu'elle ressort de la base de données européenne d’occupation biophysique des sols Corine Land Cover (CLC), est marquée par l'importance des territoires agricoles (57,3 % en 2018), une proportion identique à celle de 1990 (57,3 %). La répartition détaillée en 2018 est la suivante : 
terres arables (39,4 %), forêts (30,5 %), zones agricoles hétérogènes (13,8 %), zones urbanisées (12,2 %), prairies (4 %). L'évolution de l’occupation des sols de la commune et de ses infrastructures peut être observée sur les différentes représentations cartographiques du territoire : la carte de Cassini (XVIIIe siècle), la carte d'état-major (1820-1866) et les cartes ou photos aériennes de l'IGN pour la période actuelle (1950 à aujourd'hui).

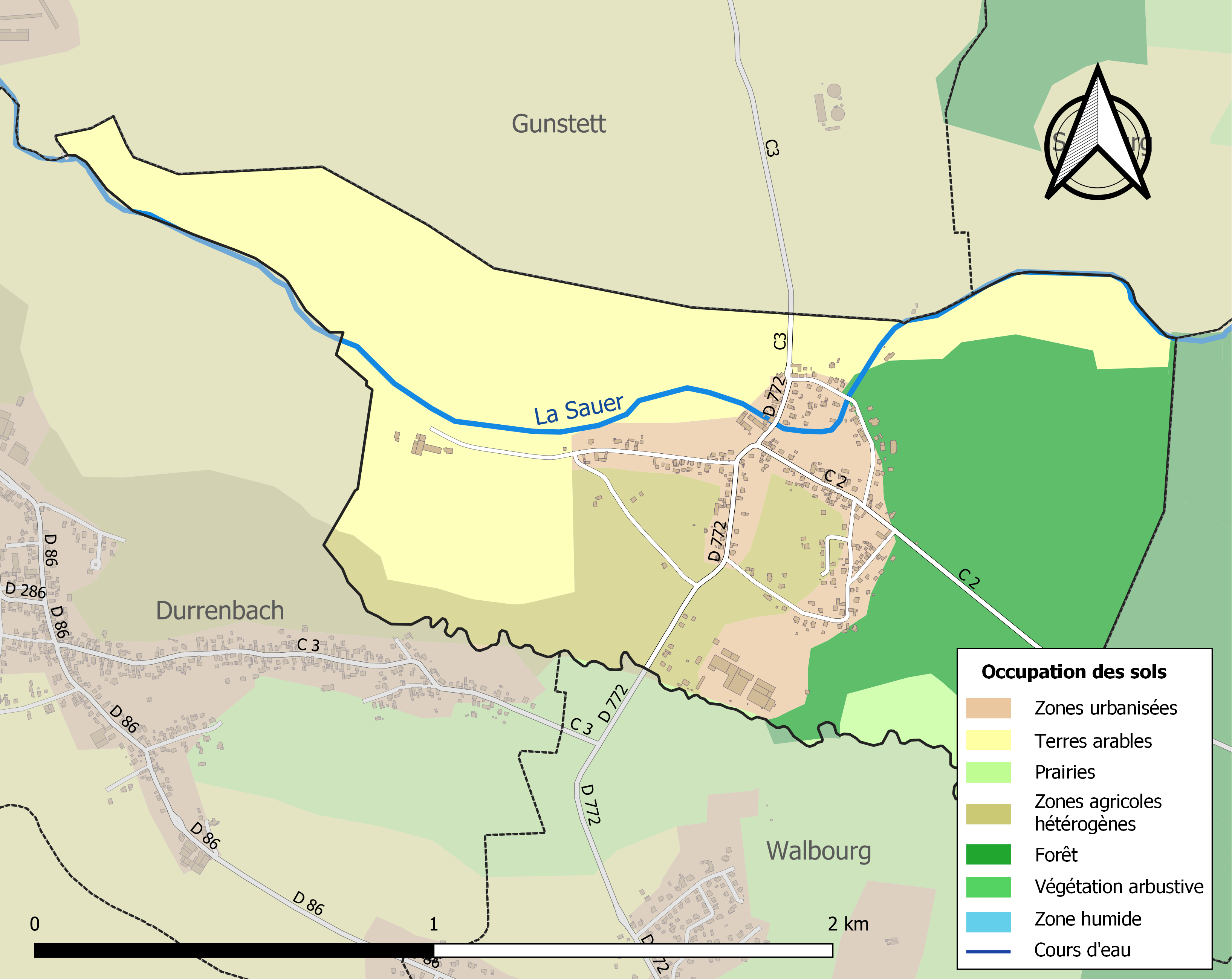
Carte des infrastructures et de l'occupation des sols de la commune en 2018 (CLC).

## Histoire
Le village est cité pour la première fois dans le codex de Wissembourg sous le nom de Biberesdorf (qui en alémanique signifie village aux abords du Biberbach, le ruisseau aux castors).
Mais c'est en 1101 que le comte Thierry de Montbéliard, grand-père de Frédéric Barberousse, fonda l'abbaye de Biblisheim. L'Alsace appartient alors au Saint-Empire romain germanique. Ce couvent est une abbaye de femmes, de l'ordre des bénédictines. L'histoire du village est liée à celle du couvent.
En 1310, l'empereur germanique Henri VII concéda d'importants privilèges forestiers au village dans la forêt de Haguenau. En 1445, les terres du village sont réparties entre l'abbaye de Walbourg et celle de Biblisheim. En 1464, l'abbaye, très appauvrie, a failli être concédée à Walbourg pour devenir un couvent d'hommes.
En 1493, l'église est reconstruite. Après la guerre de Trente Ans (1618-1648), l'abbaye de Biblisheim fut dévastée au point qu'il ne restait que trois religieuses. Pendant plus de soixante ans vinrent alors des religieuses de l'abbaye Saint-Lazare de Seedorf en Suisse. À la fin du XVIIe siècle, des fermiers suisses s'installent sur les terres de l'abbaye qu'ils défrichent. En 1699, le couvent perd ses privilèges forestiers.
Au XVIIIe siècle et jusqu'à la Révolution, l'abbaye connut la période la plus prospère de son existence. Sous l'impulsion des religieuses, le village prit son essor à partir de 1680, celui-ci vit en effet se développer des activités agricoles et piscicoles, notamment grâce aux trois rivières traversant le ban de la commune (le Halbmuhlbach, la Sauer et l'Altbach également nommé Antiqua Sera) et aux trois grands étangs de l'abbaye (le Setzweiher, le Mittelweiher et le Diffenwaldweiher). Aujourd'hui, on trouve encore au cadastre le lieu-dit du Weihermatten. L'abbaye possédait également quatre moulins sur la Sauer et une scierie.
En 1791, les sœurs durent quitter les lieux. Presque 700 après sa fondation, ce fut la fin de l'abbaye. Le 24 novembre 1794, l'abbaye et ses terres furent vendues aux enchères comme biens nationaux.
En 1831 est construite une filature mécanique de chanvre et de lin. L'usine est construite en partie avec des matériaux provenant de l'abbaye. Dix ans après, l'usine de tissage s'arrête, elle est transformée en une usine de tissage qui a fermé définitivement ses portes en 1955 Il y eut par ailleurs une raffinerie dépendant de l'exploitation de pétrole de Pechelbronn et qui est devenue un atelier de réparation vingt deux ans après son édification.
Aux XIXe et XXe siècles, le village voit son histoire se confondre avec celle de l'Alsace, il devient allemand par la suite du traité de Francfort du 10 mai 1871. Il fait à ce moment partie de l'Alsace-Lorraine jusqu'en 1918. Par le traité de Versailles, l'Alsace revient à la France à la suite de la Grande Guerre où Biblisheim voit dix de ses enfants perdre la vie (Emile Gatty le 14/2/1915, Frédéric Halke le 29/2/1915, Charles Pfeiffer le 15/7/1915, Jacques Weigel en juillet 1915, Georges Muller le 28/2/1916, Camille Karli le 13/7/1916, Emile Wenger le 5/7/1916, Philippe Hildenbrand le 9/1/1917, Joseph Fehr en juillet 1918 et Joseph Muller le 11/11/1918).
Lors de la Seconde Guerre mondiale, si le village n'est pas frappé par les mesures d'évacuation qu'ont connues les zones situées à la proximité de la frontière allemande, il est aussi touché par les autres malheurs qui affectent l'Alsace à ce moment : annexion à l'Allemagne au cours de l'été 1940, les noms de rues, de personnes, de lieux, les enseignes devant être germanisés. L'allemand devient la langue administrative, l'usage du français est interdit en public. Dès septembre 1940 débute l'embrigadement des jeunes dans les organisations de jeunesse (Jeunesses hitlériennes et Bund Deutscher Mädel). Le 8 mai 1941, par ordonnance du Gauleiter Wagner, les jeunes doivent partir travailler six mois en Allemagne au titre du RAD (Reichsarbeitsdienst). Le 25 août 1942 entre en vigueur le décret d'incorporation de force, les jeunes doivent partir combattre pour un pays qui n'est pas le leur, l'Allemagne. Neuf Biblisheimois perdent la vie. Il y eut aussi un mort civil lors des bombardements qui ont précédé la libération du village à la mi-mars 1945 (Nicolas Ratzel). Les noms de tous ces défunts sont inscrits sur le monument aux morts édifié au sein de l'église du village.
Par la suite, l'histoire du village se confond avec celle de la France, entrée dans l'Union Européenne en 1957, passage à la monnaie unique, l'euro (€) en 2002.

### Héraldique
| Blason de Biblisheim | Blason  | Coupé : au premier d'argent à la crosse de gueules mouvant de la partition, au second de gueules au tête-et-col de cygne d'argent. |
| Blason de Biblisheim | Détails | |

## Politique et administration
| Période                                  | Période                   | Identité                                                           | Étiquette | Qualité        |
| ---------------------------------------- | ------------------------- | ------------------------------------------------------------------ | --------- | -------------- |
| Les données manquantes sont à compléter. |                           |                                                                    |           |                |
| 2001                                     | En cours (au 31 mai 2020) | Mireille Cabirol De Saint Georges, Réélue pour le mandat 2020-2026 |           | Ancien employé |

### Budget et fiscalité 2023

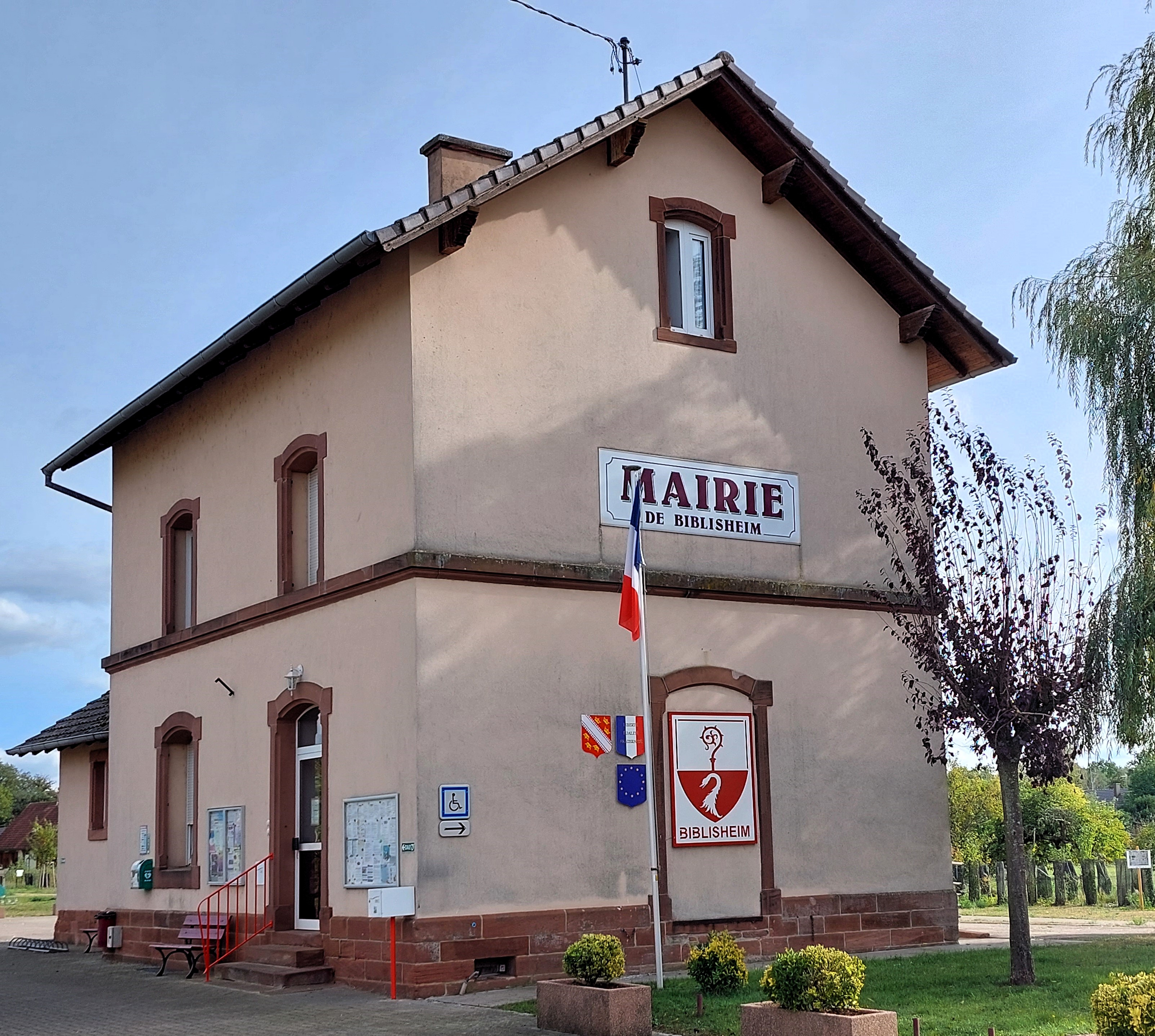
Mairie.

En 2023, le budget de la commune était constitué ainsi :
- total des produits de fonctionnement : 288 000 €, soit 784 € par habitant ;
- total des charges de fonctionnement : 228 000 €, soit 621 € par habitant ;
- total des ressources d'investissement : 134 000 €, soit 365 € par habitant ;
- total des emplois d'investissement : 70 000 €, soit 191 € par habitant ;
- endettement : 157 000 €, soit 429 € par habitant.

Avec les taux de fiscalité suivants :
- taxe d'habitation : 14,60 % ;
- taxe foncière sur les propriétés bâties : 30,60 % ;
- taxe foncière sur les propriétés non bâties : 77,82 % ;
- taxe additionnelle à la taxe foncière sur les propriétés non bâties : 0,00 % ;
- cotisation foncière des entreprises : 0,00 %.

Chiffres clés Revenus et pauvreté des ménages en 2021 : médiane en 2021 du revenu disponible, par unité de consommation : 27 340 €.

## Économie

### Entreprises et commerces

#### Agriculture
- Culture de céréales, de légumineuses et de graines oléagineuses.

#### Tourisme
- Restaurants à Woerth, Haguenau.
- Hébergements à Morsbronn-les-Bains, Haguenau, Gunstett.
- Gîte de France[37].

#### Commerces
- Commerces de proximité à Woerth.
- Ancienne filature de lin et de chanvre, actuellement maison[38],[39].
- Ancien moulin[40].
- L'ancienne raffinerie de Biblisheim.

## Population et société

### Démographie

#### Évolution démographique
L'évolution du nombre d'habitants est connue à travers les recensements de la population effectués dans la commune depuis 1793. Pour les communes de moins de 10 000 habitants, une enquête de recensement portant sur toute la population est réalisée tous les cinq ans, les populations de référence des années intermédiaires étant quant à elles estimées par interpolation ou extrapolation. Pour la commune, le premier recensement exhaustif entrant dans le cadre du nouveau dispositif a été réalisé en 2006.

En 2022, la commune comptait 353 habitants, en évolution de +1,15 % par rapport à 2016 (Bas-Rhin : +3,17 %, France hors Mayotte : +2,11 %).
| 1793 | 1800 | 1806 | 1821 | 1831 | 1836 | 1841 | 1846 | 1851 |
| ---- | ---- | ---- | ---- | ---- | ---- | ---- | ---- | ---- |
| 153  | 206  | 226  | 268  | 315  | 464  | 430  | 418  | 375  |

| 1856 | 1861 | 1866 | 1871 | 1875 | 1880 | 1885 | 1890 | 1895 |
| ---- | ---- | ---- | ---- | ---- | ---- | ---- | ---- | ---- |
| 267  | 250  | 240  | 255  | 249  | 255  | 221  | 221  | 235  |

| 1900 | 1905 | 1910 | 1921 | 1926 | 1931 | 1936 | 1946 | 1954 |
| ---- | ---- | ---- | ---- | ---- | ---- | ---- | ---- | ---- |
| 250  | 248  | 243  | 241  | 235  | 259  | 240  | 275  | 246  |

| 1962 | 1968 | 1975 | 1982 | 1990 | 1999 | 2006 | 2011 | 2016 |
| ---- | ---- | ---- | ---- | ---- | ---- | ---- | ---- | ---- |
| 254  | 242  | 252  | 244  | 339  | 372  | 363  | 337  | 349  |

| 2021 | 2022 | - | - | - | - | - | - | - |
| ---- | ---- | - | - | - | - | - | - | - |
| 357  | 353  | - | - | - | - | - | - | - |

### Enseignement
Établissements d'enseignements :
- École maternelle et primaire.

Ancienne mairie, école.
- Collèges à  Walbourg, Wœrth, Soultz-sous-Forêts, Mertzwiller, Schweighouse-sur-Moder,
- Lycées à Walbourg, Haguenau.

### Santé
Professionnels et établissements de santé :
- Médecins à Walbourg, Durrenbach, Surbourg, Merkwiller-Pechelbronn,
- Pharmacies à Merkwiller-Pechelbronn, Morsbronn-les-Bains, Woerth, Soultz-sous-Forêts,
- Hôpitaux à Goersdorf, Lobsann, Haguenau.

### Cultes
- Culte catholique, Communauté de paroisses Entre Eberbach et Sauer (Biblisheim, Durrenbach, Gunstett, Hégeney, Hinterfeld et Walbourg)[48], Diocèse de Strasbourg.

## Lieux et monuments

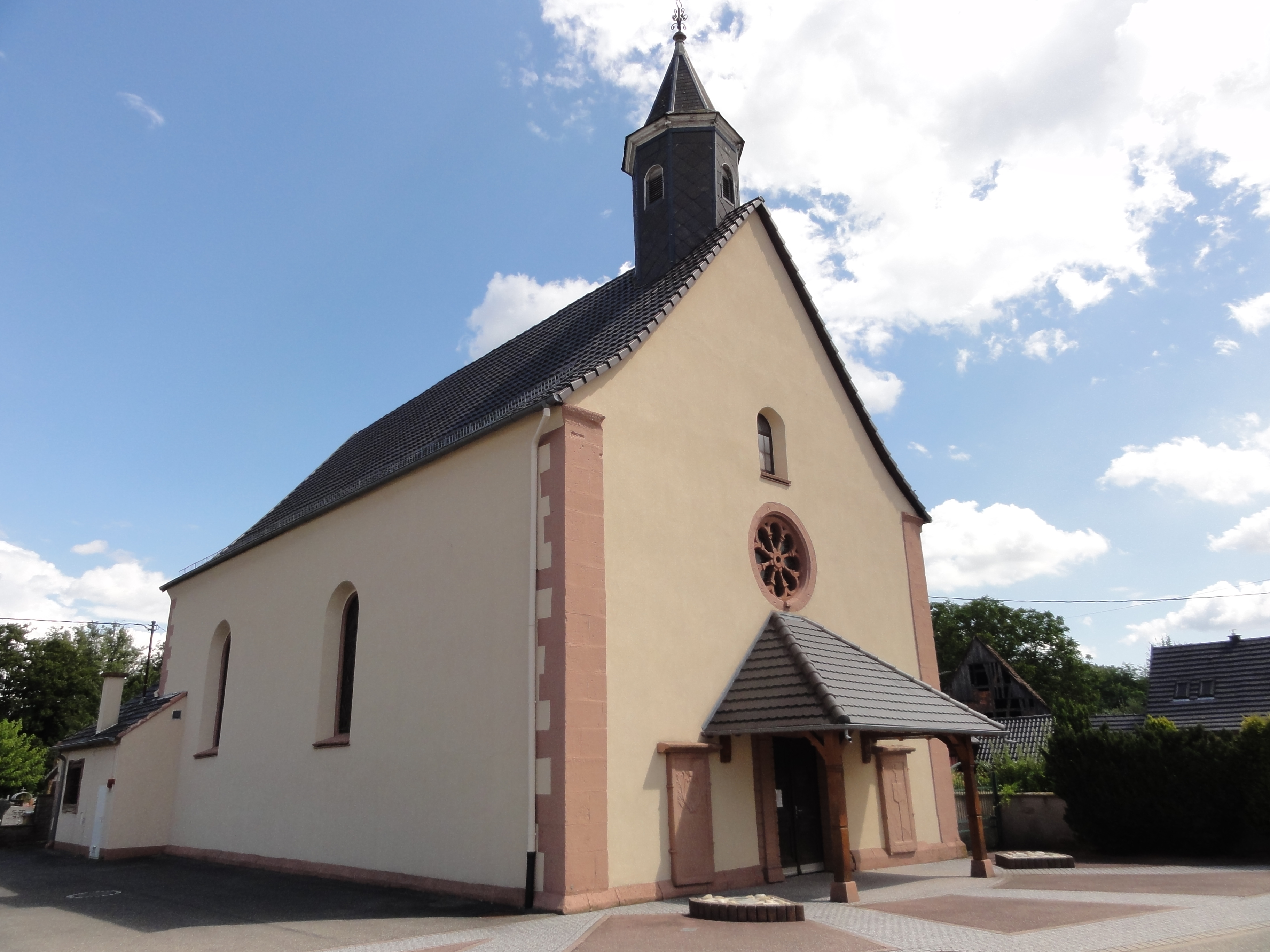
Église Saint-Jean-Baptiste de Biblisheim.
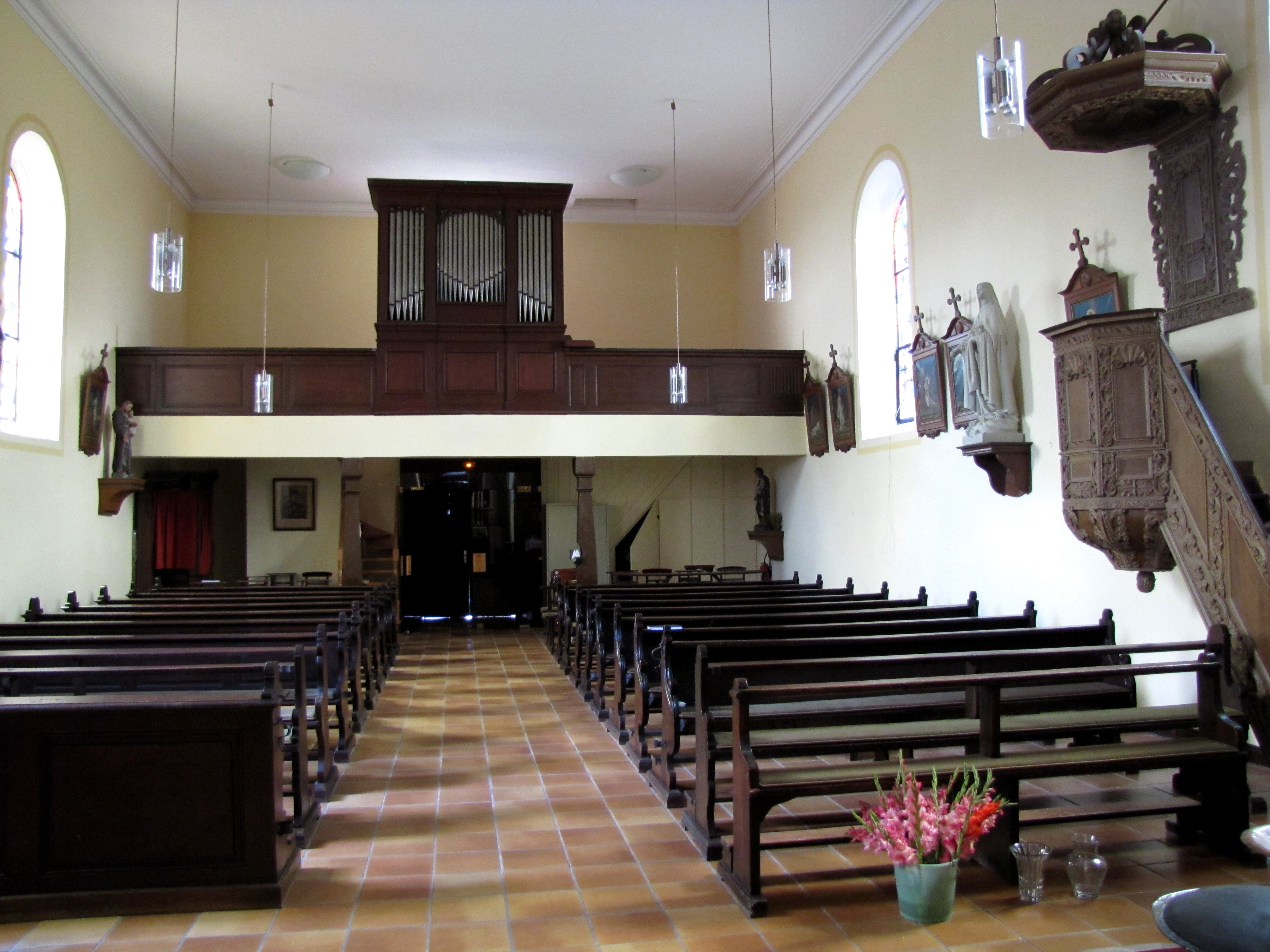
Vue intérieure de la nef vers la tribune d'orgue.
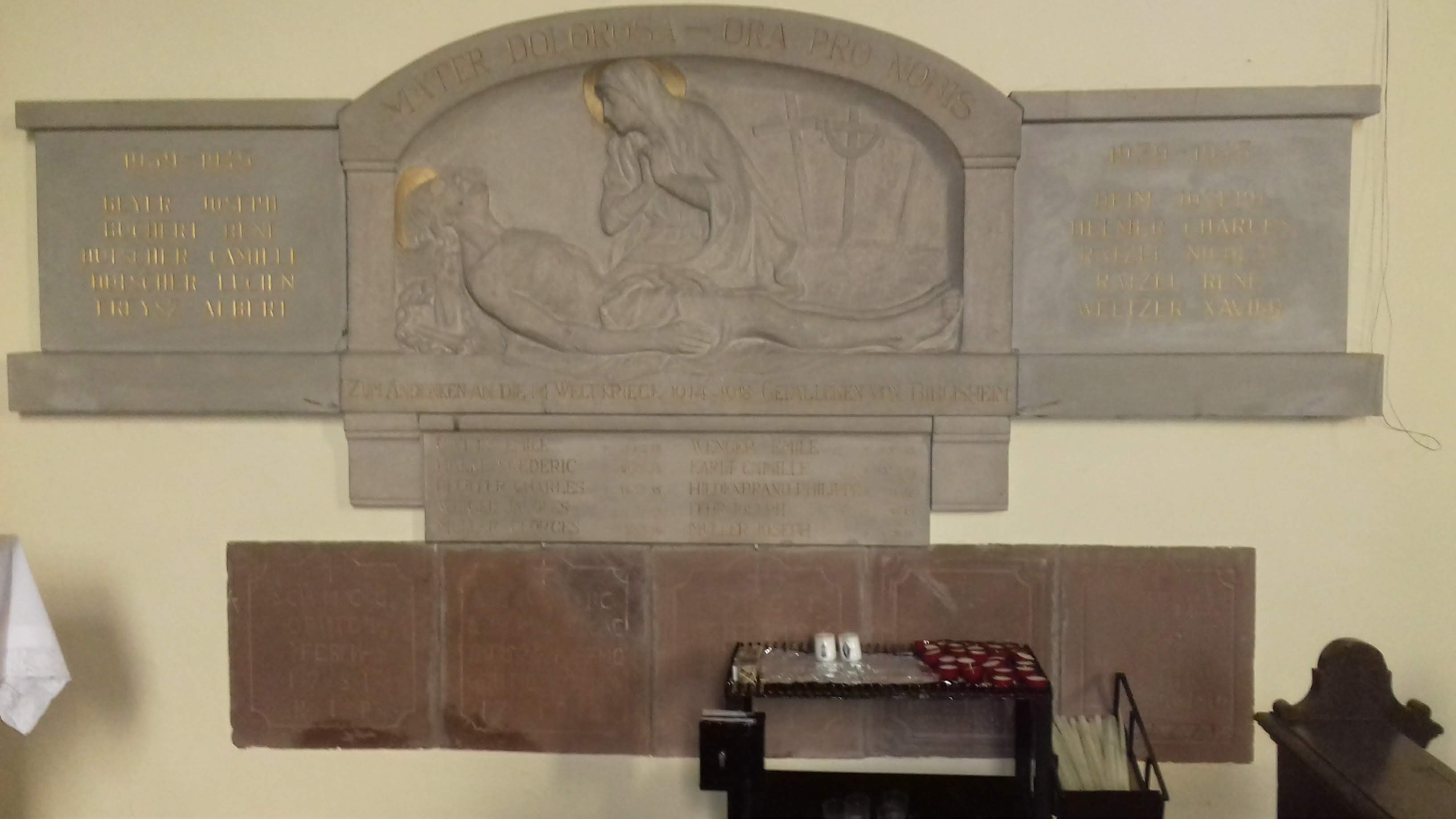
Monument aux morts.
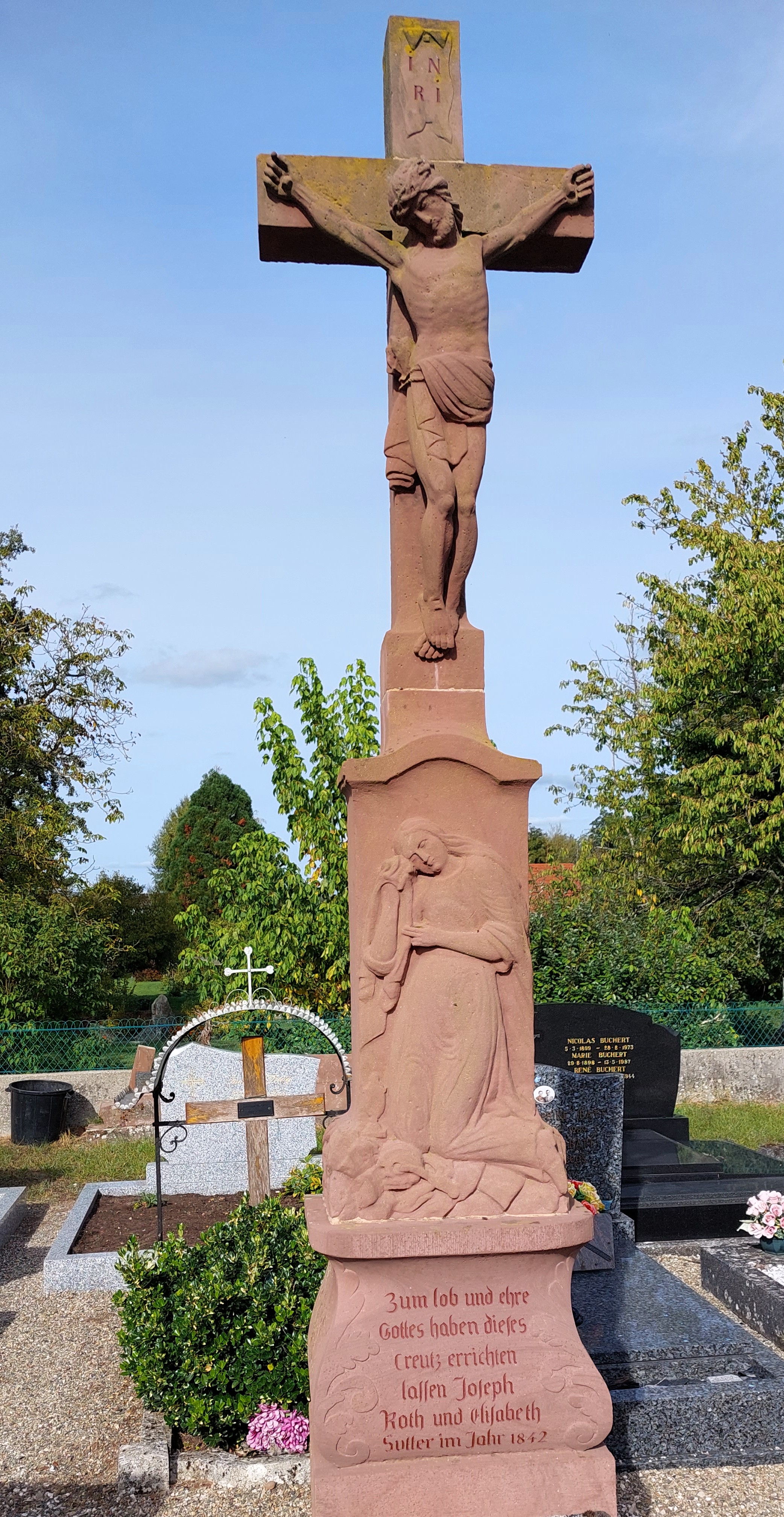
Croix de cimetière.

- Église Saint-Jean-Baptiste.[49],[50],[51],

Statue vierge à l'Enfant provenant de l'abbaye de Biblisheim, déposée au musée de Haguenau,,,
Croix de cimetière.
Patrimoine mobilier :
* Dalle funéraire (n° 1)
Dalles funéraires,,,,
* Maître-autel.
* Ensemble de 2 tableaux d'autel.
* Ensemble de deux autels-retables secondaires.
* Ensemble de deux tableaux d'autel.
* Confessionnal.
* Chaire à prêcher de 1736.
* Ensemble de 8 bancs de fidèles.
* Tête : plat de saint Jean.
* Buste : Saint Jean l'Evangéliste.
* Statue : Vierge à l'Enfant et de l'Immaculée Conception.
* Tableau : Transfiguration.
* Croix d'autel : Christ en croix.
* Croix : Christ en croix.
* Orgue de Wetzel Martin (facteur d'orgues),,,,
* Calice et patène.
* Ostensoir-soleil.
* Le mobilier de l'église Saint-Jean-Baptiste.
- Le monument aux morts.

Il s'agit d'une plaque située à l'intérieur de l'église,, à la droite de l'autel lorsque l'on y rentre. La plaque du monument aux morts surplombe les dalles funéraires érigées en grès des Vosges sur le mur et à même le sol en mémoire des abbesses du couvent de Biblisheim. Il existait aussi, près de l'église, six tombes allemandes de la Seconde Guerre mondiale, déplacées vers 1965 vers un cimetière militaire.
Le premier monument est construit en grès des Vosges, le nom des défunts ainsi que la date de leur mort sont inscrits sur une plaquette rectangulaire surmontée d'une inscription en allemand Zum Andenken an die im Weltkriege 1914-1918 Gefallenen von Biblisheim qui, traduite en français signifie « en souvenir des morts de Biblisheim durant la guerre mondiale 1914-1918 ». Cette inscription est elle-même surmontée d'une pietà, c'est-à-dire une image religieuse montrant la Vierge Marie priant pour le salut de l'âme du Christ agonisant. Sur le fronton de cette pietà est inscrit de manière arrondie et en latin Mater dolorosa Ora pro nobis, ce qui signifie « mère douloureuse, prie pour nous ».
Après la Seconde Guerre mondiale, de part et d'autre de la pietà furent apposées deux plaques de forme rectangulaire, il s'agit d'inscriptions donnant le nom des morts de 1939-1945. Ce deuxième monument est construit en granit lisse et porte simplement l'inscription 1939-1945. Toutes les inscriptions sont gravées et recouvertes de dorures. On constate dans l'ordre du relevé des morts une différence puisque les victimes de 1914-1918 sont inscrites dans l'ordre chronologique de leur mort, avec la date de leur mort ; alors que les victimes de 1939-1945 sont quant à elles inscrites par ordre alphabétique. Le monument est d'une hauteur d'environ un mètre et d'une largeur d'environ trois mètres.
- Croix de chemin[83],[84],[85],[86].
- Croix de cimetière[87].

## Personnalités liées à la commune
- Jusqu'en 1844, les Saglio[88] y possédaient un domaine familial.